# Roman Gąsienica-Sieczka
Roman Gąsienica-Sieczka (* 30. April 1934 in Zakopane; † 26. August 2006 ebenda) war ein polnischer Skispringer.

## Werdegang
Gąsienica-Sieczka ist der Sohn des ehemaligen Skispringers und Olympiateilnehmers Stanisław und Vater des ehemaligen polnischen Skisprungmeisters Bartłomiej.  Er vertrat im Laufe seiner Karriere insgesamt vier Sportvereine aus Zakopane, am längsten ging er für SKS Start Zakopane an den Start.
Gąsienica-Sieczka war Teilnehmer der Olympischen Winterspiele 1956 in Cortina d’Ampezzo, wo er beim Einzelwettbewerb von der K-90-Schanze den 25. Platz belegte. Darüber hinaus nahm er auch an weiteren internationalen Wettkämpfen wie der Schweizer Springertournee teil.
Während Gąsienica-Sieczka in der Jugend vier nationale Meistertitel gewinnen konnte, belegte er bei den Senioren nie den ersten Platz. In den Jahren 1956 und 1957 konnte er allerdings die Silber- bzw. die Bronzemedaille holen.
Nach einem schweren Unfall in Harrachov, in dessen Folge sein Fuß amputiert werden musste, beendete er seine Karriere.

## Schanzenrekord
| Ort      | Land  | Weite         | aufgestellt am | Rekord bis |
| -------- | ----- | ------------- | -------------- | ---------- |
| Zakopane | Polen | 93,5 m (K 80) | 2. April 1956  | 1961       |